# Stay (píseň, Hurts)
Stay je píseň britského synthpopového dua Hurts. Píseň pochází z jeho debutového studiového alba Happiness. Produkce se ujal producent Jonas Quant.

## Hitparáda
| Země   | Umístění |
| ------ | -------- |
| Belgie | 26       |
| Anglie | 50       |